# Illia Ponomarenko
Illia Ponomarenko (en ucraïnès: Ілля Пономаренко; Volnovakha, 25 de febrer de 1992) és un periodista ucraïnès, reporter de guerra i analista de defensa que escriu a The Kyiv Independent. El gener de 2023, donat el seu paper destacat a l'hora d'informar del conflicte, va ser descrit per Der Spiegel com "probablement l'ucraïnès més conegut després del president Volodymyr Zelenskyy".
Poc després de la invasió russa d'Ucraïna, Ponomarenko va veure com els seus seguidors de Twitter augmentaven a més d'un milió, ja que molts van buscar informació sobre el terreny en els primers dies de la invasió; Der Spiegel va escriure que "per a la gent de tot el món, es va convertir en el cronista més important de la guerra durant aquest període". Des d'aleshores, ha estat citat regularment en mitjans internacionals, a més d'escriure articles d'opinió traduïts, com ara per al noruec Aftenposten.
Ponomarenko va créixer a Volnovakha i va estudiar a la Universitat Estatal de Mariupol. Ha afirmat que estava estudiant relacions internacionals a Mariupol quan la ciutat va ser ocupada el 2014 per les forces recolzades per Rússia. Llavors va començar a informar dels enfrontaments per a BBC Radio en aquest període. Anteriorment, va escriure per a Kyiv Post, però després del reformat brusc i el tancament temporal de Kyiv Post el novembre de 2021, Ponomarenko va estar entre l'equip de periodistes que va fundar The Kyiv Independent.